# Gare de Louhossoa
Gare de Louhossoa – przystanek kolejowy w Louhossoa, w departamencie Pireneje Atlantyckie, w regionie Nowa Akwitania, we Francji.
Jest przystankiem kolejowym Société nationale des chemins de fer français (SNCF), obsługiwanym przez pociągi TER Aquitaine.